# Niagara, Niagara
Pour plus de détails, voir Fiche technique et Distribution.
Niagara, Niagara est un film dramatique américain réalisé par Bob Gosse, sorti en 1997.

## Synopsis
Seth et Marcy se rencontrent par hasard dans un magasin. Lui doit s'occuper d'un père malade. Elle est atteinte du syndrome de Gilles de La Tourette, une maladie qui provoque des tics incontrôlables. Ensemble, ils partent pour un voyage vers Toronto à la recherche d'une poupée Barbie spéciale pour Marcy, et entament une étonnante aventure.

## Fiche technique
- Titre original : Niagara, Niagara
- Réalisation : Bob Gosse
- scénario : Matthew Weiss
- Production : David L. Bushell
- Producteur associé : Daniel J. Victor
- Producteurs exécutifs : Larry Meistrich
- Sociétés de production : The Shooting Gallery
- Langue : anglais
- Format : Dolby
- Dates de sortie : 30 août 1997
- Genre : Dramatique

## Distribution
- Robin Tunney : Marcy
- Henry Thomas : Seth
- Michael Parks : Walter
- Stephen Lang : Claude
- John MacKay : Le père de Seth
- Clea DuVall :  L'employée du magasin
- Matthew Weiss : Le policier du centre d'entraînement

## Récompense
- Mostra de Venise 1997 : Coupe Volpi de la meilleure interprétation féminine pour Robin Tunney